# 魯賓鎮區 (內布拉斯加州哈倫縣)
魯賓鎮區（英語：Reuben Township）是位於美國內布拉斯加州哈倫縣的一個行政鎮區。

## 地方資料
魯賓鎮區的面積為92.04平方千米，當中陸地面積為91.99平方千米，而水域面積為0.05平方千米。根據2020年美國人口普查的數據，當地共有人口67人，而人口密度為每平方千米0.73人。